# Rumkapløbet
Rumkapløbet var en politisk kappestrid mellem Sovjetunionen og USA på teknologisk udvikling. Kapløbet begyndte efter 2. verdenskrig, da der opstod en krig, den kolde krig, mellem de to nye stormagter USA og Sovjetunionen.
Højdepunkterne skete i 1957 da Sovjetunionen opsendte Sputnik-satellitten og i 1969 da amerikanerne landsatte et menneske på Månen. Om end begge missioner ingen militære formål havde, sendte stormagterne klare signaler om deres militære formåenhed i teknologisk krigsførelse.
Til at omsætte stormagternes overordnede politiske mål til virkelighed var Sergej Koroljov og Wernher von Braun personerne, der kunne implementere planerne i kraft af deres viden om rumfartsteknologi.
Kapløbet var primært drevet af terrorbalancen mellem stormagterne, penge til videnskabelige projekter blev afsat af politiske årsager. Stormagterne oprustede med atomvåben og efterretningstjenesterne CIA og KGB spillede en aktiv rolle i den kolde krig.
Den kolde krig sluttede først endeligt med sammenbruddet af Sovjetunionen i slutningen af 1980'erne. Nogle sætter slutningen af rumkapløbet til 1975 med den fælles amerikansk-russiske Apollo-Sojuz mission.

## Rumfarts-teknologiens begyndelse
USA og Sovjetunionen var 2. verdenskrigs sejrherrer, men sejrherrerne udviklede sig hurtigt til to rivaliserende stormagter med ideologiske modsætninger. Udviklingen af raketter foregik sideløbende med våbenkapløbet, men i våbenkapløbet var raketterne missiler. Både raketter og missiler var udviklet på baggrund af samme V2-raket. V2-raketten var oprindeligt blevet udviklet under 2. verdenskrig af Nazityskland under ledelse af Wernher von Braun.
Den Sovjetiske Sergej Koroljov var Sovjetunionens "Chefdesigner af raketter og systemer i rummet" under rumkapløbet. De øvrige chefdesignere var Mikhail Jangel, Vladimir Tjelomej, Valentin Glusjko og Vasilij Misjin. Sergej Khrusjtjov, søn af Nikita Khrusjtjov, var ansat under Vladimir Tjelomej.
Tyskerne Wernher von Braun og Hermann Oberth, sidstnævnte dog kun i et par år, var kernen i den amerikanske ekspertgruppe for udviklingen af rumfartsteknologi under rumkapløbet.
Både hos Sovjetunionens team af chefdesignere og imellem enhederne i USA's forsvar var der interne stridigheder og magtkampe. I Sovjetunionen var det Sergej Koroljovs evne til organisation og strategisk planlægning, der fik projekterne til at virke. I USA var det oprettelsen af NASA i 1958, der betød en afslutning på kampen om interne ressourcer i forsvaret. NASA fik eget budget.

## Sovjetunionen tager føringen med Sputnik og Laika i 1957
Fra 1945 til 1957 var affyringerne af raketterne på forsøgsstadiet – de fleste raketter eksploderede kort efter affyringen, først i 1957 fik Sovjetunionen opsendt en raket der gik i kredsløb.
Den sovjetiske Sputnik 1 var den første af Sputnik-satellitterne opsendt d. 4. oktober 1957 fra Bajkonur-kosmodromen.
Opsendelsen af Sputnik overraskede hele verden inklusiv Sovjetunionen.
Sergej Koroljov var begyndt at udvikle R-7-raketten i 1953, det var R-7-raketten der sendte Sputnik ud i rummet. For første gang blev et instrument sendt i kredsløb der kunne sende signaler tilbage til jorden.
Selvom satellitten kun var i stand til at udsende hylelyde, i forhold til nutidens satellitter (2008), var det en verdenssensation og man så muligheden for fremtidens, dvs. nutidens vejrsatellitter, kommunikationssatellitter, astronomisatellitter, spionsatellitter og særligt de militære fordele.
Det teknologiske forspring var en magtfaktor og derfor var der et stort postyr over de hylelyde Sputnik 1 kunne frembringe.
En måned efter blev Sputnik 2 afsendt med rumhunden Laika d. 3. november 1957. Det var det første levende væsen i kredsløb, men Laika døde efter få timer i rummet. På den tid var der censur i Sovjetunionen, og det blev hemmeligholdt at hunden døde under voldsomme omstændigheder. Det havde aldrig været tilsigtet at hun skulle overleve turen.
Samme ide var Wernher von Braun parat til for at få amerikanske astronauter i rummet først. At sende mandskab i rummet uden reel sikring for at de kunne vende tilbage – de skulle udstyres med faldskærme. Ideen blev dog aldrig udført og han undgik at blive forfremmet som følge af det forslag. 
For amerikanerne var det et nederlag, at Sovjetunionen havde opsendt en raket i kredsløb, for at få oprejsning skulle Vanguard-satellitten opsendes og vises på direkte TV. Men Vanguards raket eksploderede ved opsendelsen d. 6. december 1957 og i pressen blev den kaldt "Flopnik" og "Kaputnik". Først i januar 1958 afsendes den første amerikanske satellit Explorer .

## Sovjetunionen tager billeder af Månens bagside 1959
Sovjetunionen førte rumkapløbet i begyndelsen af 1958. Men både USA og Sovjet havde gang i programmer, der skulle sende rumsonder til månen. Amerikanernes program hed Pioneer-programmet, og det overraskede, at USA var de første i historien, der havde opsendelser mod månen. Den første opsendelse var af en unavngiven rumsonde den 15. maj 1958, den nåede ikke langt, før den blev ødelagt to minutter efter opsendelsen. I september måned overtog det nyoprettede NASA måneprogrammet, og den 11. oktober samme år blev sonden ved navn Pioneer 1 opsendt. Den nåede en smule længere end sin navneløse forgænger, men på grund af en programmeringsfejl, opnåede den ikke tilstrækkelig fart, så den kunne undslippe jordens tyngdefelt og nå månen, og den styrtede i Stillehavet, efter at have opnået en højde på 113.584 km. 
Det sovjetiske måneprogram hed Luna-programmet.  Den 7. oktober 1959 lykkedes det for Luna 3 at flyve rundt om månen, og sonden kunne derefter sende de første billeder af månens bagside til Jorden. 

## Planetsonder
I 1959 fik Sergei Korolev tilladelse til at udvikle en serie planetsonder. Planen var at opsende en sonde til Mars året efter. Opsendelsesvinduet for at sende en sonde op til en anden planet ligger, på grund af planeternes forskellige omløbstider om Solen typisk inden for et tidsrum af et par uger. Da opsendelsesvinduet nærmede sig for at sende den sovjetiske sonde op, faldt det sammen med Khrushchevs besøg i USA, hvilket gav russerne endnu en mulighed for at vise deres føring i rumkapløbet. Men heldet var ikke med russerne. I oktober 1960 svigtede raketterne under to missioner, hvor sonder skulle have passeret Mars. I februar gik det dog bedre, og det lignede endnu en triumf, da russerne fik sendt en sonde af sted mod Venus, til deres ærgrelse ophørte kommunikationen undervejs. 
I slutningen af 1950’erne begyndte NASA at omlægge Pioneer-programmet til en række missioner, hvor rummet skulle udforskes længere væk fra Jorden, end man tidligere havde været. De nåede hverken at sende sonder op før eller samtidig med Sovjet, men i juli 1962 lykkes det at få sendt nogle sonder af sted mod Venus. Sonderne hed Mariner-sonderne, det var to sonder, som skulle opsendes inden for det samme opsendelsesvindue. Mariner 1 blev opsendt den 22. juli 1962 med kurs mod Venus, den blev dog destrueret, da den kom ud af kurs. En måned senere den 27. august sendes Mariner 2 op, tre og en halv måned senere i december måned passerede sonden Venus for første gang. Det lykkedes ikke for Mariner 3 at komme til Mars, men syv måneder efter Mariner 4 blev opsendt passerede sonden den 14. juli 1965 Mars i en afstand af 10.000 kilometer, og den fik taget 21 billeder, som bl.a. afslørede at planetens tynde atmosfære og at den ikke har noget magnetfelt. Op gennem resten af 1960’erne lykkedes det af få opsendt flere Mariner-sonder mod Venus og Mars, og de kunne succesfuldt bringe ny data til NASA. 

## De første spionsatellitter i 1959-60
Det amerikanske Discoverer-program med spionsatellitten Corona og Sovjetunionens Zenit spionsatellitter blev sat i drift omkring 1959. Indtil da havde man brugt fly til at overvåge og spionere. Udbyttet af spionage kunne være at man opsnappede eventuelle teknologiske innovationer, aflytning af kommunikation mellem ubåde, men også at se om fjenden stillede våben op.
En hændelse, U-2 krisen, med et amerikansk U-2-fly i 1960 satte fart på USA's Discoverer-projekt. Flyet blev beskudt og piloten taget til fange under en overvågning af Sovjetunionens ICBM faciliteter.

## Katastrofe i Sovjetunionen 1960
Nedelinkatastrofen d. 24. oktober 1960 blev hemmeligholdt for at undgå prestigetab. Udover de menneskelige omkostninger ved de cirka 120 dødsfald mistede Sovjetunionen også mange dygtige specialister fra rumprogrammet. Det tog mange år at erstatte dem med egnede folk.
I Vesten vidste man kun at en raket var eksploderet på startrampen – ikke at det havde kostet menneskeliv. Planeternes stilling var gunstig for en sonde til Mars og amerikanerne var overbeviste om at ulykken skyldtes hastværket med at komme af sted, inden for opsendelsesvinduet. Hvis den ikke kom af sted til tiden, skulle man vente i 26 måneder på den næste mulighed. Gorbatjovs glasnost lettede på censuren og omfanget af katastrofen blev lidt efter lidt kendt af den almindelige sovjetborger og i Vesten.

## USA sender chimpanser i rummet
Mercury var NASAs første bemandede rumfartøj. Men inden NASA sendte astronauter ud i rummet, testede de Mercurys teknologi ved at sætte chimpanser ind som passagerer. Grunden til amerikanerne valgte at bruge aber, når russerne typisk brugte hunde, var at NASAs medicinske eksperter, mente at aber ville give de bedste informationer om stresspåvirkninger under en rumrejse. De mente, hvis en abe kunne overleve en Mercury-opsendelse og landing, var sandsynligheden, for et menneske også kunne overleve det stor.  En gruppe på seks aber blev således trænet til prøveflyvninger om bord på Mercury. Aberne blev trænet i at trække i nogle håndtag i en særlig rækkefølge, de blev belønnet, hvis de gjorde det rigtige, og fik svage elektriske stød, hvis de begik fejl. En abe ved navn Ham blev den udvalgte til flyvningen og den 31. januar 1961 blev han sendt op om bord på en Mercury.  Det stres Ham blev udsat for flyvningen, overbeviste eksperterne om, at et menneske kunne overleve Mercury-mission.

## Sovjetunionen øger forspring med Gagarin i rummet og Kennedy holder tale 1961
Jurij Gagarin bliver det første menneske i rummet da han sendes med Vostok 1 d. 12. april 1961. Gagarin blev folkehelt i Sovjetunionen og berømt i resten af verden, i Sovjetunionen blev frimærker og mønter dekoreret med portrætter af Gagarin. En måned senere d. 5. maj blev Alan Shepard den første amerikaner i rummet. Men betydningen af at komme først var afgørende i den kolde krigs rumkapløb, at vise teknologisk overlegenhed var altafgørende.
Kort efter Gagarins bedrift blev det i USA politisk besluttet afsætte 34 milliarder amerikanske dollar af til Apollo-programmet.  Den unge nyvalgte præsident John F. Kennedy holdt "månetalen" d. 25. maj 1961.
| Citat | First, I believe that this nation should commit itself to achieving the goal, before this decade is out, of landing a man on the Moon and returning him back safely to the earth. No single space project in this period will be more impressive to mankind, or more important for the long-range exploration of space; and none will be so difficult or expensive to accomplish. | Citat |
|       | |       |

Præsident John F. Kennedy sagde i sin berømte månetale at "USA bør sætte sig som mål, inden årtiets udgang, at landsætte et menneske på månen, og bringe det sikkert tilbage på jorden".
Vicepræsident Lyndon Johnson var en aktiv fortaler for rumprogrammet, både han og Kennedy fik rumcentrene Kennedy Space Center og Johnson Space Center opkaldt efter sig.

## International krise 1962
Cuba-krisen var et af våbenkapløbets højdepunkter, raketterne blev brugt til andet end rumflyvning, og der var alvor i truslerne om en mulig atomkrig.

## Sovjetunionen øger igen forspringet med første kvinde i rummet 1963
Sovjetunionen sender den første kvinde Valentina Teresjkova i rummet med Vostok 6. Valentina Teresjkova var en fabriksarbejder med erfaring i faldskærmsudspring. Igen viser Sovjetunionen at de er på forkant med udviklingen.
Samme år i USA sker Kennedy-mordet og Lyndon B. Johnson bliver indsat som præsident, og forsætter med måneplanen i Apollo-programmet.

## Første rumvandring Sovjetunionen får endnu et forspring 1965
På Voskhod 2 missionen bevæger Aleksej Leonov som den første udenfor et rumfartøj på rumvandring d. 18. marts 1965.
Fire måneder senere går amerikaneren Edward White sin første rumvandring d. 3. juni 1965 i Gemini-programmet.

## Sovjetunionen mister Sergej Koroljov 1966
Sovjetunionen mister et af deres stærkeste kort ved Sergej Koroljovs død i 1966.

## Månelandingen – "Ørnen er landet" 1969
Den første mand på Månen blev Neil Armstrong efter den første månelanding fandt sted med Apollo 11 d. 20. juli 1969 og det var også første gang USA kom før Sovjetunionen i rumkapløbet. Som Kennedy havde lovet i 1961 kom besætningen også levende retur til Jorden 24. juli 1969, men blev modtaget af præsident Richard Nixon.
Som Sovjetunionen benyttede USA sig også af propaganda og nationale symboler:
- Det amerikanske flag blev sat på månen – måske for at afmærke Territorium.
- Ørnen som var navnet på månelandingsfartøjet er også USA's nationalsymbol.
- Kristendommen, God bless you (Gud velsigne jer) var sluthilsenen fra besætningen til dem der fulgte med på tv, på Apollo 8 blev hele skabelsesberetningen læst op.

Religion var forbudt i Sovjetunionen, men kommunismen blev dyrket som en religion og kommunismen var nærmest forbudt i Amerika under Mccarthyismen.
De ideologiske modsætninger var en del af den kolde krig og propagandaen blev benyttet af begge parter. Rumkapløbet var ikke undtaget fra propaganda, astronauter og kosmonauter blev dyrket som nationalhelte og afbildedes på frimærker og som statuer.
Sovjetunionen undertrykte presse og ytringsfriheden, alvorlige rum-ulykker blev hemmeligholdt, og det menes at Apollo 1-ulykken kunne være undgået hvis man havde kendt til en tidligere hændelse i Sovjetunionen. Kosmonauten Valentin Bondarenko omkom i en trykkabine der brød i brand under træning d. 23 marts 1961. Havde man i USA kendt til hændelsen i Sovjetunionen kunne man måske have undgået at tre astronauter omkom d. 27. januar 1967.
Først i 1975 blev Apollo-Sojuz-testprogrammet realiseret, på trods af at den kolde krig stadig var i gang, begyndte USA og Sovjetunionen at dele erfaringer og samarbejde i rummet. Kennedy havde i allerede 1963 foreslået Nikita Khrusjtjov et delt rumprogram – selve Apollo-programmet, men Khrusjtjov var ikke overvældende interesseret og efter Kennedys død bakkede han helt ud.
Apollo-programmet havde i alt seks månelandinger Apollo 11, Apollo 12, Apollo 14, Apollo 15, Apollo 16 og Apollo 17 som var den sidste måne-landing i 1973. For første gang i rumkapløbet var USA kommet først til et vigtigt mål – bemandede missioner til månen. Apollo 13, der var tæt på en katastrofal hændelse, var et eksempel på hvor skrøbelig teknologien var.

## Sovjetunionens måneplaner
Selvom de ikke ville indrømme det, forsøgte Sovjetunionen at slå amerikanernes måneprogram.
Den primære plan gik ud på at sende to kosmonauter i kredsløb om Månen i et udvidet Sojuz 7K-LOK (Lunnij Orbitalnij Korabl). Den ene kosmonaut skulle på en rumvandring bemande en månelander, der skulle landsætte ham. Efter opholdet på måneoverfladen, skulle han mødes med sin kammerat i kredsløb. Fordi man ikke kunne tage Kretjet-rumdragten på alene, var opholdet begrænset til 48 timer. Hvis kosmonauten snublede på måneoverfladen, skulle han kunne udløse en hulahopring til at rejse sig op igen. Projektet stod og faldt med om Nositel-1 raketten fungerede, hvilket den ikke gjorde.
Den sekundære løsning var at sende en kosmonaut på en flyvetur rundt om Månen. Den stabile Protonraket var til rådighed, og i stand til at sende en Sojuz 7K-L1 af sted. Under Zond-programmet sendte Sovjetunionen Sojuz-fartøjer i ottetalsflyvninger rundt om Månen. De var bemandet med skildpadder o.a. forsøgsdyr, samt dukken Ivan Ivanovitj ("Jens Hansen" på russisk). Da det lykkedes NASA at sende tre astronauter i kredsløb allerede i december 1968, ville det derefter være pinligt at sende en kosmonaut af sted.
Den tertiære løsning var at få fat i prøver fra måneoverfladen før amerikanerne, vha. ubemandede sonder. Den 1.880 kg tunge lander Luna 15 havde en returraket, der skulle kunne sende en måneprøve til Jorden. Luna 15 blev opsendt tre dage før amerikanernes Apollo 11, men påbegyndte først landingen efter at Neil Armstrong og Buzz Aldrin var landet. Luna 15's landing mislykkedes og den blev knust ved Mare Crisium (Dommenes Hav). Først i september 1970 lykkedes det for Luna 16 at hjemsende ca. 100 g månestøv.

## Rumstationerne i 1970 og 1980'erne
Mens USA havde brugt tid og penge på at komme til månen var Sovjetunionen begyndt at lave rumstationer, i 1971 blev den første Saljut-rumstation sendt i rummet. Den første besætning boede på rumstationen i 23 dage. Begivenheden var nok blevet en større sensation hvis den var endt mindre tragisk, besætningen på tre personer omkom under flyvningen tilbage til jorden. I alt syv Saljut-rumstationer blev sendt i kredsløb, den sidste i 1982. Sojuz-fartøjerne der fragtede besætningerne frem og tilbage benyttes stadig i dag (2018).
I 1973 satte USA rumstationen Skylab i kredsløb. Tre besætninger boede på rumstationen, sidste besætning vendte hjem i 1974. Skylab var i kredsløb indtil 1979, man benyttede Apollo-fartøjerne til besøg på rumstationen.
Rum-programmerne kostede mange penge, de konkurrerende parter havde hvert deres budget med store udgifter, der ville være penge at spare hvis man lavede fælles programmer. Den politiske verdens-situation var blevet ganske anden siden rumkapløbet startede. Flere nationer var begyndt at sende rumfartøjer i rummet; Japan, Kina, Frankrig og England var begyndt at sende satellitter i rummet og satellitterne kunne benyttes til kommercielle formål. En europæisk rumfartsorganisation (ESA) var begyndt at tage form, USA og Sovjetunionen var ikke længere alene i rummet. I 1972 begyndte forhandlingerne om et samarbejdsprojekt mellem de to stormagter. Apollo-Sojuz-testprogrammet blev en realitet i 1975, USA og Sovjetunionen sammenkoblede deres rumfartøjer Apollo 18 og Sojuz 19 i rummet.
I 1980'erne blev det til et større fælles rum-program Rumfærge-Mir-programmet, Sovjetunionen oplevede et sammenbrud efter Berlinmurens fald og de var ikke længere nogen stormagt. I 1990'erne udvides det internationale samarbejde på Den Internationale Rumstation med mange nationer, dette rum-program er stadig aktivt (2018).

## Et nyt rumkapløb – Energi fra rummet
USA har i 2004 erklæret et mål om at komme til månen igen. Kina, Japan, Sydkorea og senest Indien er nye rum-nationer der ligeledes har sat sig som mål at rejse i rummet, man taler om et nyt rumkapløb. Også Europa, USA og Rusland  deltager i kapløbet, men der er samarbejde og fælles rum-programmer mellem mange af de konkurrerende parter. De har alle et fælles problem der ikke eksisterede i det tidligere rumkapløb, rummet er blevet fyldt op med skrot – det såkaldte rumaffald. Rumaffald besværliggør rumrejser og kollisioner udgør en stor fare.
Råstoffer fra månen som f.eks. Helium 3 er en mulighed for at udvinde energi, bygning af en månebase eller opførelse af en rumelevator er eksempler på teknologier nævnt som hjælpemidler til udvinding af nye energiformer fra rummet. 